# San Andrés Tianguistengo
San Andrés Tianguistengo es una localidad de México perteneciente al municipio de Actopan en el estado de Hidalgo.

## Geografía
A la localidad le corresponden las coordenadas geográficas 20°16’9” de latitud norte y 98°50’58” de longitud oeste, con una altitud de 2370 m s. n. m. Se encuentra a una distancia aproximada de 10.72 kilómetros al este de la cabecera municipal, Actopan.
En cuanto a fisiografía se encuentra dentro de la provincia del Eje Neovolcánico dentro de la subprovincia de Llanuras y Sierras de Querétaro e Hidalgo; su terreno es de lomerío. En lo que respecta a la hidrología se encuentra posicionado en la región Panuco, dentro de la cuenca del río Moctezuma, en la subcuenca del río Amajac. Cuenta con un clima templado subhúmedo con lluvias en verano.

## Demografía
En 2020 registró una población de 663 personas, lo que corresponde al 1.09 % de la población municipal. De los cuales 315 son hombres y 348 son mujeres. Tiene 168 viviendas particulares habitadas.
| Gráfica de evolución demográfica de San Andrés Tianguistengo entre 1910 y 2020                              |
| |
| Población de los censos y conteos del Instituto Nacional de Estadística y Geografía (INEGI) de 1930 a 2010. |

## Economía
La localidad tiene un grado de marginación alto y un grado de rezago social medio.